# Bateria atòmica

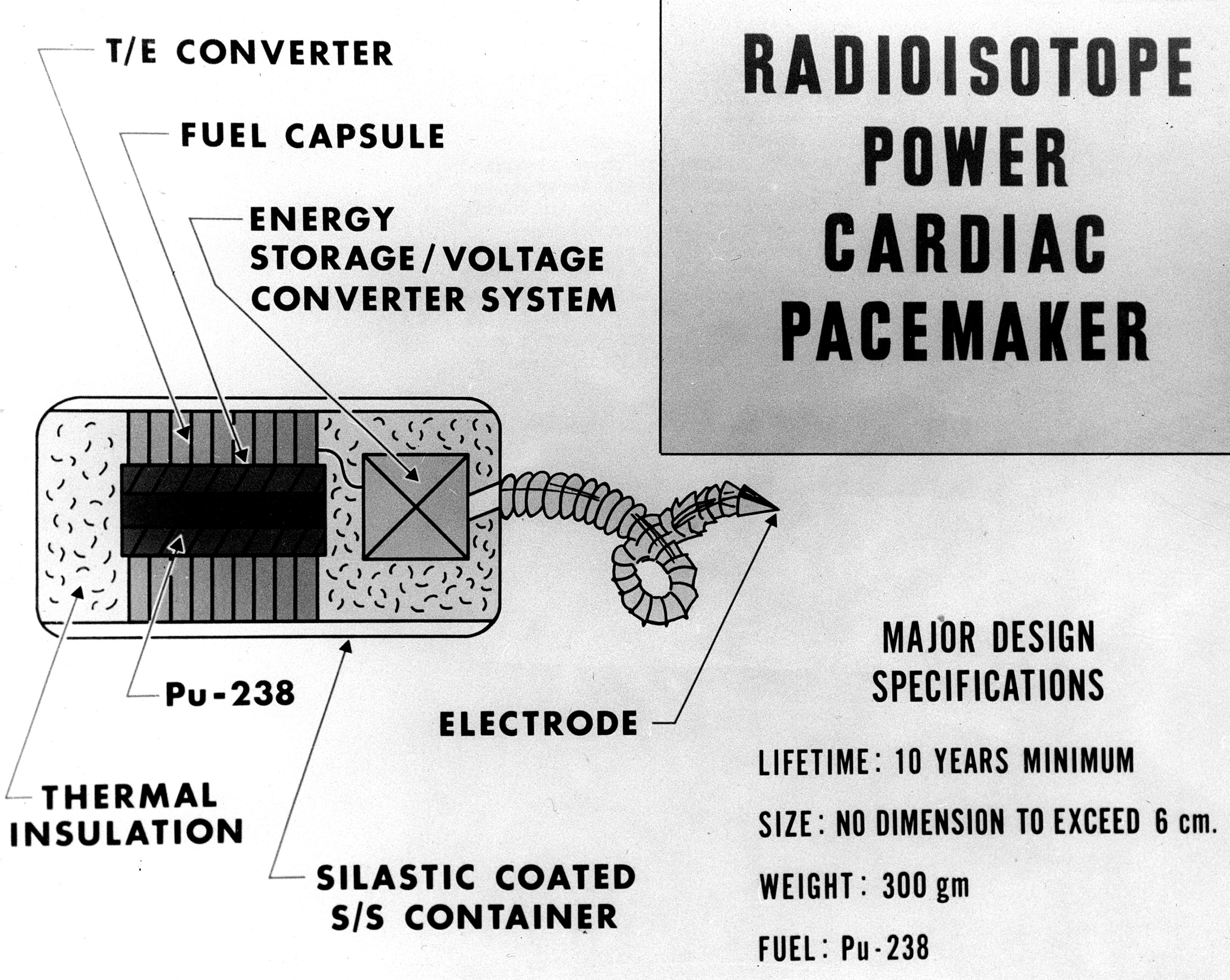
La Comissió d'Energia Atòmica desenvolupa un marcapassos amb radioisòtops per estimular l'acció pulsatòria d'un cor que no funciona. Cap al 1967.

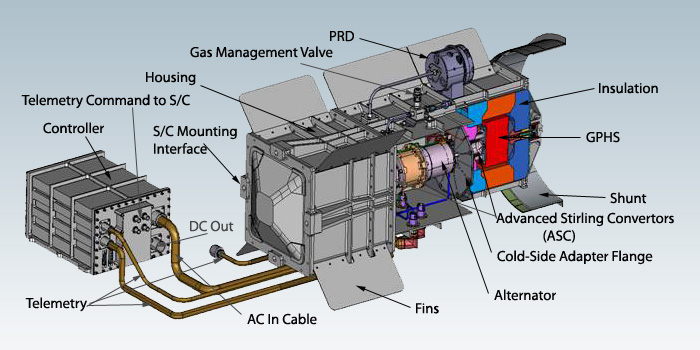
Vista seccionada etiquetada d'un generador de radioisòtops Stirling avançat.

Una bateria atòmica, una bateria nuclear, una bateria de radioisòtops o un generador de radioisòtops és un dispositiu que utilitza l'energia de la desintegració d'un isòtop radioactiu per generar electricitat. Igual que els reactors nuclears, generen electricitat a partir de l'energia nuclear, però es diferencien perquè no utilitzen una reacció en cadena. Encara que comunament s'anomenen bateries, tècnicament no són electroquímiques i no es poden carregar ni recarregar. Són molt costosos, però tenen una vida útil extremadament llarga i una alta densitat d'energia, de manera que s'utilitzen normalment com a fonts d'energia per a equips que han de funcionar sense vigilància durant llargs períodes, com ara naus espacials, marcapassos, sistemes submarins i estacions científiques automatitzades en parts remotes del món.

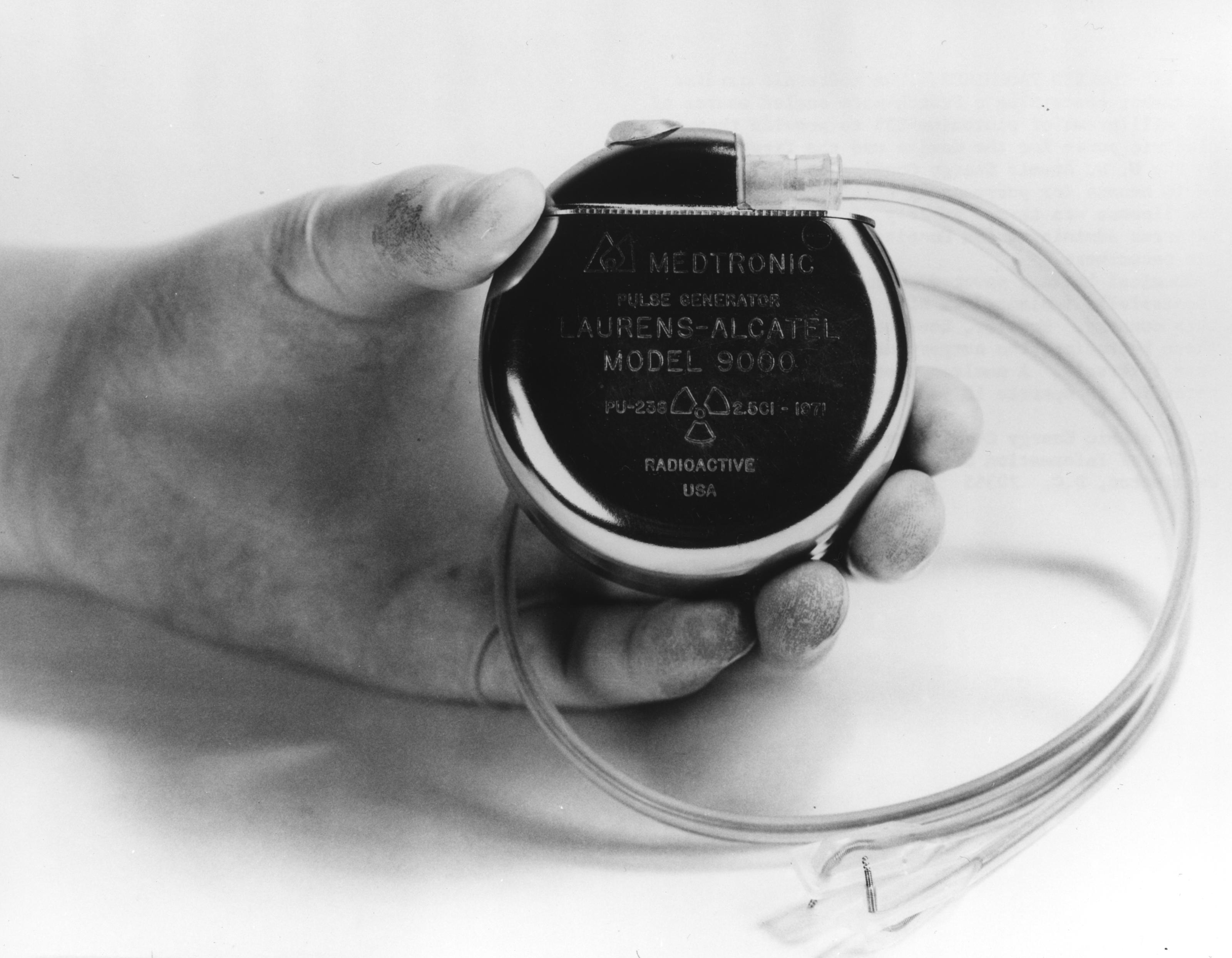
El marcapassos cardíac Medtronic que conté una font segellada de fabricació francesa de 150 mil·ligrams de plutoni-238 per proporcionar energia termoelèctrica per al dispositiu va ser el primer amb llicència a implantar-se en humans amb finalitats d'avaluació clínica. La llicència es va emetre el juliol de 1972 a l'Hospital d'Administració de Veterans de Buffalo, Nova York per a deu marcapassos. Al voltant de 1973.

La tecnologia de les bateries nuclears va començar el 1913, quan Henry Moseley va demostrar per primera vegada un corrent generat per la radiació de partícules carregades. El camp va rebre una atenció considerable d'investigació en profunditat per a aplicacions que requerien fonts d'energia de llarga vida per a les necessitats espacials durant els anys 50 i 60. El 1954 RCA va investigar una petita bateria atòmica per a petits receptors de ràdio i audiòfons. Des de la investigació i desenvolupament inicial de RCA a principis dels anys 50, s'han dissenyat molts tipus i mètodes per extreure energia elèctrica de fonts nuclears. Els principis científics són ben coneguts, però la tecnologia moderna a escala nanomètrica i els nous semiconductors de banda ampla han creat nous dispositius i propietats materials interessants que abans no estaven disponibles.
Les bateries nuclears es poden classificar segons la tecnologia de conversió d'energia en dos grups principals: convertidors tèrmics i convertidors no tèrmics. Els tipus tèrmics converteixen part de la calor generada per la desintegració nuclear en electricitat. L'exemple més notable és el generador termoelèctric de radioisòtops (RTG), utilitzat sovint en naus espacials. Els convertidors no tèrmics extreuen energia directament de la radiació emesa, abans que es degradi en calor. Són més fàcils de miniaturitzar i no requereixen un gradient tèrmic per funcionar, de manera que són adequats per al seu ús en aplicacions a petita escala. L'exemple més notable és la cèl·lula betavoltaica.
Les bateries atòmiques solen tenir una eficiència del 0,1 al 5%. Els dispositius betavoltaics d'alta eficiència poden arribar al 6-8% d'eficiència.